# Ahmed Agdamski
Ahmed Agdamski (en azerí: Əhməd Ağdamski) fue cantante de ópera, actor de teatro y de cine, pedagogo de Azerbaiyán, Artista de Honor de la RSS de Azerbaiyán (1943).

## Biografía

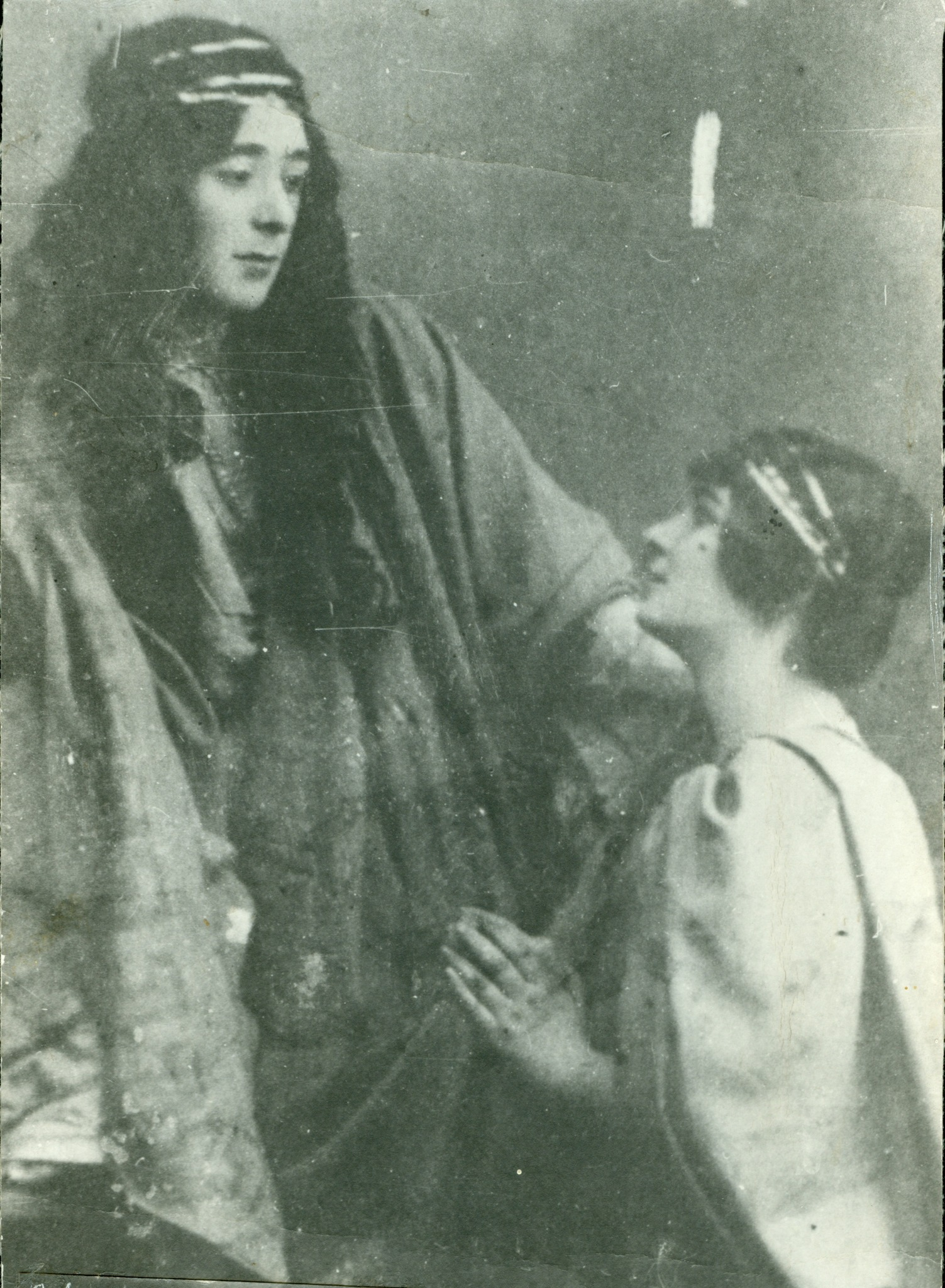
Ahmed Agdamski como Leyli en la ópera Leyli y Medzhnun

Ahmed Agdamski nació el 5 de enero de 1884 en Ağdam. Empezó su carrera como actor en 1910. En 1916 Ahmed protagonizó en la primera comedia de Azerbaiyán - “Arshin mal alan”, basado en la misma opereta de Uzeyir Hajibeyov. Desde 1934 enseñó en la escuela de música en Ağdaş. En 1943 el actor recibió el título “Artista de Honor de la RSS de Azerbaiyán”.
Ahmed Agdamski murió el 1 de abril de 1954 en Ağdaş.

## Actividad

### En teatro
- ”Leyli y Medzhnun”
- ”Asli y Kerem”
- ”No eso, entonces esto”
- ”Arshin mal alan”
- ”Marido y mujer”
- “Rustam y Zohrab”
- ”Shah Abbas y Khurshidbanu Natavan”

### Filmografía
- 1917 – “Arshin mal alan”

## Premios y títulos
- Artista de Honor de la RSS de Azerbaiyán (1943)